# Ceraphron erythrothorax
Ceraphron erythrothorax är en stekelart som beskrevs av Alan Parkhurst Dodd 1916. Ceraphron erythrothorax ingår i släktet Ceraphron och familjen pysslingsteklar. Inga underarter finns listade i Catalogue of Life.